# Konstantin Kerschbaumer
Konstantin Kerschbaumer (* 1. Juli 1992 in Tulln an der Donau) ist ein österreichischer Fußballspieler.

## Karriere
Kerschbaumer begann seine Karriere beim FC Tulln. Im Jahre 2006 kam er in die AKA St. Pölten und wechselte 2009 an die Akademie des SK Rapid Wien. Im Mai 2010 debütierte er im Spiel gegen den Wiener Sportklub für die Amateurmannschaft in der Regionalliga, als er in der Halbzeitpause für Muhammed Ildiz ins Spiel gebracht wurde.
Zur Saison 2011/12 wurde er an den Zweitligisten First Vienna FC verliehen. Sein Debüt in der zweiten Liga gab er am zweiten Spieltag jener Saison gegen den FC Lustenau 07. Im Sommer 2012 wurde er an den SKN St. Pölten weiterverliehen und nach der Saison fest verpflichtet. Mit dem Zweitligisten erreichte er in der Saison 2013/14 das Cupfinale, in dem man jedoch dem FC Red Bull Salzburg unterlegen war. Sein internationales Debüt gab er im Juli 2014 in der zweiten Runde der Europa-League-Qualifikation im Spiel gegen Botew Plowdiw.
Am 7. Jänner 2015 wechselte er zum Bundesligisten FC Admira Wacker Mödling und gab sein Debüt in der höchsten österreichischen Spielklasse am 20. Spieltag der Saison 2014/15 gegen den SCR Altach. Zur Saison 2015/16 ging er nach England zum Zweitligisten FC Brentford und wurde zur Saison 2017/18 nach Deutschland an den Zweitligisten Arminia Bielefeld verliehen.
Zur Saison 2018/19 schloss Kerschbaumer sich dem Ligakonkurrenten FC Ingolstadt 04 an, bei dem er einen bis zum 30. Juni 2021 laufenden Vertrag unterschrieb. Für den FC Ingolstadt absolvierte er 29 Spiele in der 2. Bundesliga, musste jedoch am Saisonende nach verlorener Relegation gegen Wehen Wiesbaden in die 3. Liga absteigen. In dieser spielte Kerschbaumer keine Rolle mehr und stand nur einmal einsatzlos im Spieltagskader.
Daraufhin wechselte er im September 2019 zum Zweitligisten 1. FC Heidenheim, bei dem er einen bis Juni 2022 laufenden Vertrag erhielt. Nach dem Ende seines Vertrags verließ er Heidenheim nach der Saison 2021/22. In drei Spielzeiten in Heidenheim kam er zu 46 Zweitligaeinsätzen, in denen er vier Tore erzielte, darunter der Siegtreffer zum 2:1-Sieg gegen den Hamburger SV im Juni 2020, der Heidenheim in der Saison 2019/20 erstmals in die Bundesliga-Relegation brachte.
Zur Saison 2022/23 kehrte Kerschbaumer nach Österreich zurück und wechselt zum Wolfsberger AC, bei dem er einen bis Juni 2025 laufenden Vertrag erhielt. Für Wolfsberg absolvierte er insgesamt 28 Partien in der Bundesliga, ehe er zur Saison 2024/25 zu den Amateuren versetzt wurde. Im Anschluss wechselte er im September 2024 zum Zweitligisten SV Stripfing.